# Friedhof Steinheim-Süd

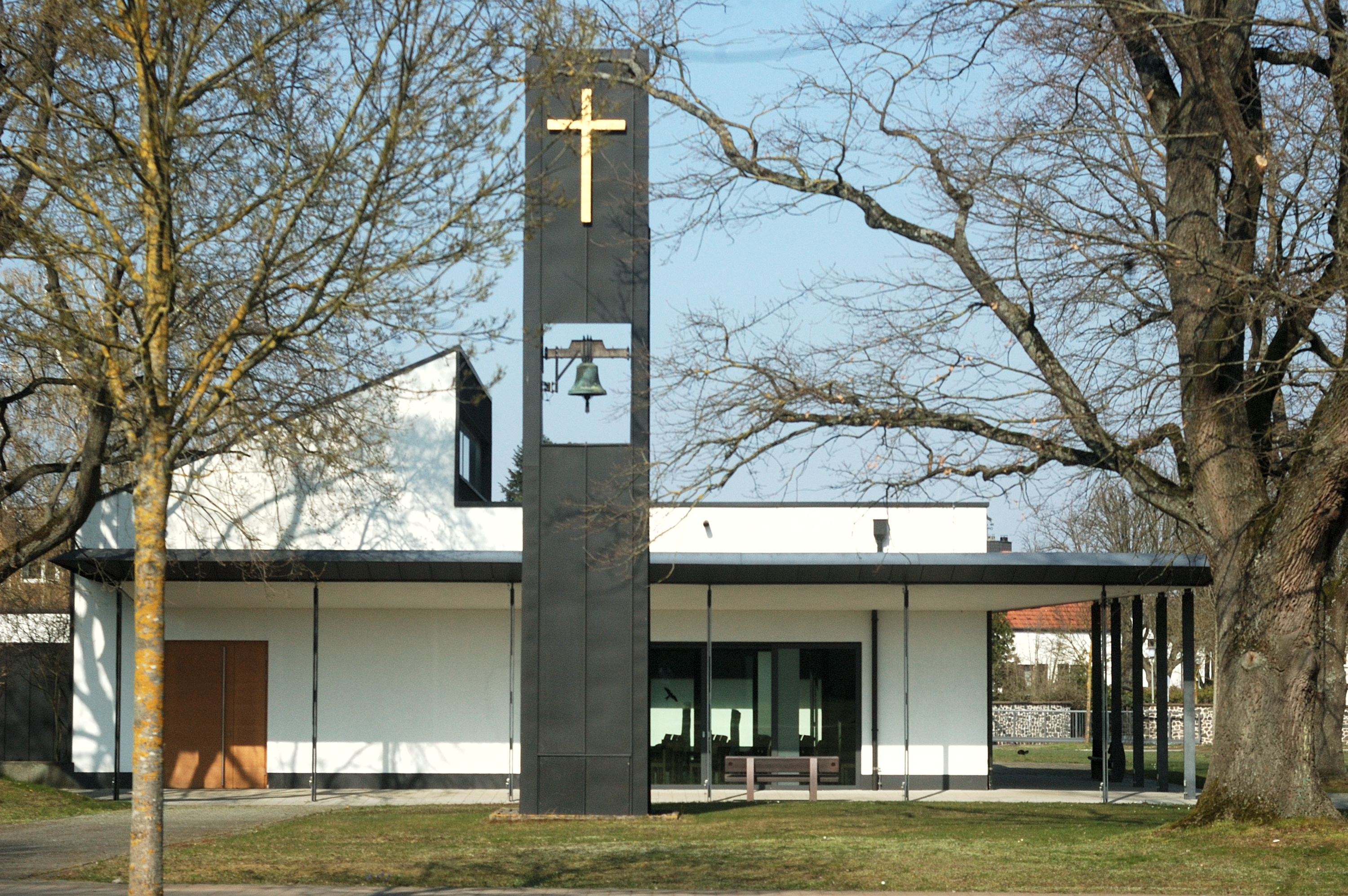
Moderne Trauerhalle mit Kreuz und Glockenturm

Der Friedhof Steinheim-Süd in Hanau, auch Friedhof Süd genannt, ist ein „aus geschichtlichen, künstlerischen und städtebaulichen Gründen“ als Kulturdenkmal des Landes Hessen aufgeführter Friedhof im Süden des Hanauer Stadtteils Steinheim. Neben der Gesamtanlage unter der Adresse Vogelsbergstraße 10 verzeichnet das Hessische Landesamt für Denkmalpflege zudem zahlreiche Zeugnisse der Sepulkralkultur mit den von Künstlern gestalteten und teils von Bildhauern signierten Grabmonumenten auf der 1874 eröffneten Grünanlage.

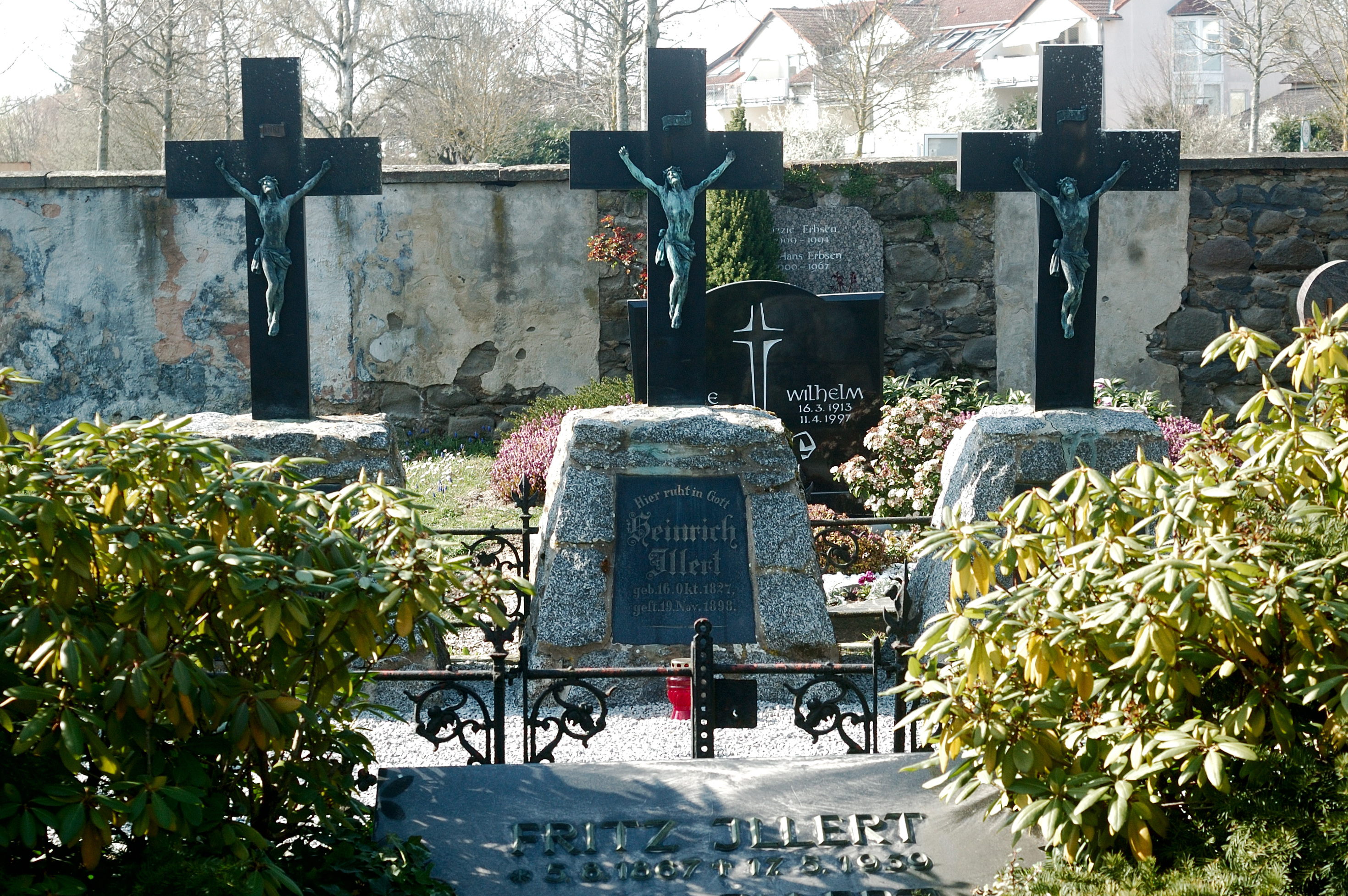
Denkmalgeschützte, von Ziergittern mit floralen Motiven eingefasste Grottenanlage Illert

Unter den Grabdenkmälern vor Ort finden sich auch solche für bekannte Persönlichkeiten, darunter für Angehörige der Fabrikantenfamilie Illert.